# Пери (Франция)
Пери́ (фр. Peri, корс. Peri) — коммуна во Франции, находится в регионе Корсика. Департамент коммуны — Южная Корсика. Входит в состав кантона Челаво-Меццана. Округ коммуны — Аяччо.
Код INSEE коммуны — 2A209.

## Население
Население коммуны на 2008 год составляло 1635 человек.
| 1855 | 1900 | 1962 | 1968 | 1975 | 1982 | 1990 | 1999 | 2008 |
| ---- | ---- | ---- | ---- | ---- | ---- | ---- | ---- | ---- |
| 482  | 717  | 487  | 493  | 507  | 626  | 924  | 1140 | 1635 |

## Экономика
В 2007 году среди 974 человек в трудоспособном возрасте (15—64 лет) 662 были экономически активными, 312 — неактивными (показатель активности — 68,0 %, в 1999 году было 60,2 %). Из 662 активных работали 593 человека (337 мужчин и 256 женщин), безработных было 69 (22 мужчины и 47 женщин). Среди 312 неактивных 94 человека были учениками или студентами, 87 — пенсионерами, 131 были неактивными по другим причинам.
В 2008 году в коммуне насчитывалось 604 облагаемых налогом домохозяйства, в которых проживали 1562 человека, медиана доходов составляла 20 408,5 евро на одного человека.